# Et Dieu... créa Dalida
Et Dieu... créa Dalida è una raccolta della cantante italo-francese Dalida, pubblicata nel 1978 da Carrere.
L'album contiene alcuni dei più grandi successi di Dalida, come Il venait d'avoir 18 ans, Paroles Paroles, Salma ya salama, Gigi l'amoroso e Je suis malade.
Il secondo disco contiene le canzoni dell'album Coup de chapeau au passé uscito nel 1976.

## Tracce

### Disco 1

#### Lato A
1. Salma ya salama
2. Amoureuse de la vie
3. Il venait d'avoir 18 ans
4. Paroles, paroles (in duo con Alain Delon)
5. Pour ne pas vivre seul
6. Remember... c'était loin

#### Lato B
1. Ti amo (Je t'aime)
2. Femme est la nuit
3. Les clefs de l'amour
4. Je suis malade
5. Gigi l'amoroso

### Disco 2: Coup de Chapeau au Passé

#### Lato C
1. La mer
2. La vie en rose
3. Parle-moi d'amour mon amour
4. Maman
5. Que reste-t-il de nos amours

#### Lato D
1. Bésame mucho
2. Les feuilles mortes
3. J'attendrai
4. Le petit bonheur
5. Amor amor (Amour, c'est tout dire)
6. Tico tico
7. Tu m'as déclaré l'amour